# هاورا
شهر هاورا (به انگلیسی: Haora) با جمعیت ۱٫۰۳۴٫۳۷۲ نفر در ایالت بنگال غربی در کشور هند واقع شده است.